# Sepp Kerschbaumer
Sepp Kerschbaumer (Frangart, Eppan an der Weinstraße, 9 de novembre de 1913 - Verona, 7 de desembre de 1964) fou un activista sudtirolès, fundador i cap del Befreiungsausschuss Südtirol. Fill d'un comerciant, el seu pare va morir al front dels Dolomites a la Primera Guerra Mundial i als nou anys va quedar orfe de mare. Estudià a Bozen i al monestir de Neustift. El 1934 fou desterrat dos anys per fer un míting prohibit, però el 1935 fou perdonat per Benito Mussolini.
Després de l'Acord d'Opció al Tirol del Sud acordada el 1939, es traslladà al Tercer Reich, però en quedà decebut i en acabar la Segona Guerra Mundial tornà al Tirol del Sud, ingressant al Südtiroler Volkspartei, del que en fou cap local a la fracció de Frangart. Però a començament dels anys 1950 va dissentir de la política massa conciliadora del SVP, i durant una manifestació el 17 de novembre de 1957 va distribuir pamflets demanant un Tirol del Sud Lliure. Poc després fundaria el clandestí Befreiungsausschuss Südtirol. Començà fent actes simbòlics com el desplegament de la bandera del Tirol del Sud (aleshores prohibida) i de pamflets, però fou empentat per elements més radicals, com Georg Klotz, a fer atemptats amb explosius contra torres d'alta tensió, com els de la Feuernacht de 12 de juny de 1961.
Arran dels fets, fou arrestat per la policia italiana i afirmà haver patit mals tractes durant la detenció. El 16 de juliol de 1964 fou condemnat a 15 anys i 11 mesos de presó per l'organització dels atemptats. El 9 de novembre de 1964 va morir d'un atac de cor a la presó de Verona. Al seu funeral hi van assistir més de 15.000 persones